# Xã Tallmadge, Michigan
Xã Tallmadge (tiếng Anh: Tallmadge Township) là một xã thuộc quận Ottawa, tiểu bang Michigan, Hoa Kỳ. Năm 2010, dân số của xã này là 7.575 người.